# Públia Hortênsia de Castro
Públia Hortênsia de Castro, född 1548, död 1595, var en portugisisk diktare.
Hon var känd för sin lärdom, och en av den portugisiska renässansens gestalter. Hon var tillsammans med Joana Vaz en av de många lärare som var engagerade i Maria av Portugals utförliga utbildning. 